# Balungao
Balungao ist eine Stadtgemeinde in der philippinischen Provinz Pangasinan. Im Süden grenzt sie an die Provinz Nueva Ecija. Das Gelände ist hauptsächlich flach; nur ein paar kleine Vulkane erheben sich aus der Landschaft, so der nach dem Ort benannte Mt. Balungao mit 382 Metern.
Balungao ist in folgende 20 Baranggays aufgeteilt:
| - Angayan Norte - Angayan Sur - Capulaan - Esmeralda - Kita-kita - Mabini - Mauban - Poblacion - Pugaro - Rajal | - San Andres - San Aurelio 1st - San Aurelio 2nd - San Aurelio 3rd - San Joaquin - San Julian - San Leon - San Marcelino - San Miguel - San Raymundo |